# Pom de Crăciun

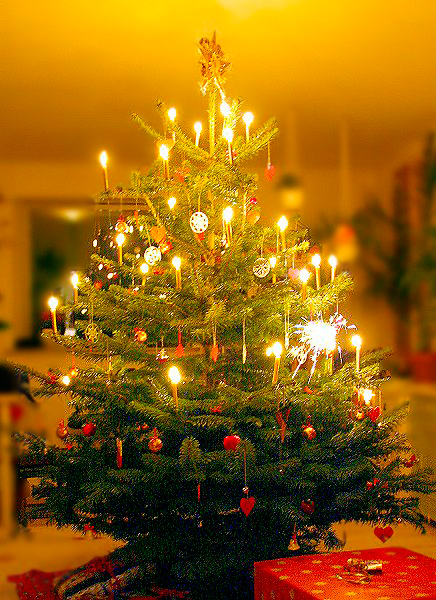
În fiecare an, în seara de ajun al Crăciunului se împodobește bradul

Pomul (sau Bradul) de Crăciun este de obicei un conifer decorat, natural sau artificial. Tradițional este asociat cu celebrarea Crăciunului. Este adus în case și decorat în perioada de dinainte de Crăciun - cu lumini de Crăciun (inițial erau lumânări, dar o dată cu evoluția tehnologiei, se obișnuiește folosirea becurilor led sau a diferitelor cabluri luminoase), ornamente, ghirlande de beteală, bomboane sau alte dulciuri. Tradiția spune că pomul de Crăciun se împodobește în Ajun de Crăciun, pe 24 decembrie. Un înger sau o stea poate fi pusă în vârful pomului, reprezentând îngerii sau steaua de la Betleem.

## Istoric

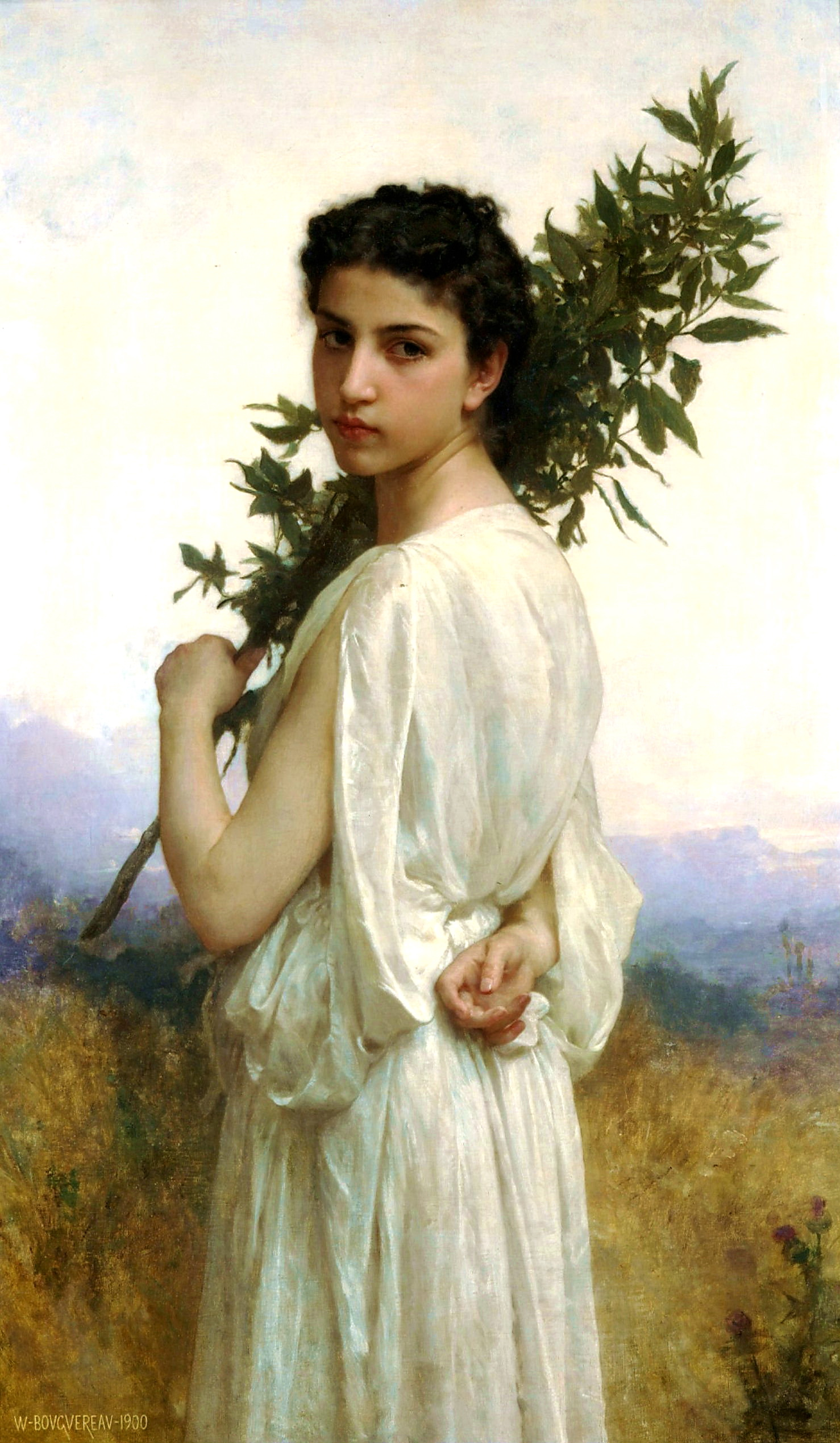
William-Adolphe Bouguereau: Lauri, 1900

Folosirea unui copac decorat nu are un început verificabil din punct de vedere istoric, dar își găsește originea în obiceiurile diferitelor culturi. Plantele veșnic verzi încorporează vitalitatea și de aceea, în vechime, oamenii credeau că ar putea aduce sănătate în casa lor prin "verde" decorat.  Enciclopedia Britanică citează folosirea decorațiilor de copaci, coroane și ghirlande ca un simbol al vieții veșnice în rândul egiptenilor, chinezilor și evreilor.

### Roma Antică
Romanii își împodobeau casele cu ramuri de laur la trecerea dintre ani. Prin decorarea unui copac pentru solstițiul de iarnă se cinstea, în cultul Mithra, zeul soarelui. Chiar și în zonele nordice, ramuri de brad erau agățate la începutul iernii, pentru a face dificilă intrarea spiritelor rele, în același timp verdele dădea speranță pentru revenirea primăverii.

### Evul Mediu
Deja în Evul Mediu a existat în multe locuri obiceiul de a decora copaci întregi pentru anumite festivități publice. 
Sărbătoarea lui Adam și Eva s-a ținut pe 24 decembrie., simbolul ei era un pom al paradisului împodobit cu mere. Mărul a servit ca semn al fructului pomului cunoașterii și amintea de căderea omului în păcat și  eliberarea lui de păcatul original de către Isus Hristos.]
În Evul Mediu, casele erau împodobite cu pomi de Crăciun ce apăreau în provinciile Alsacia și Lorena, dar nu cu ocazia Crăciunului, dar cu cea a Anului Nou. De aici tradiția se extinde în întreaga Franță, Spania, Italia și Elveția.

### Epoca modernă
Primele dovezi despre decorarea bradului sunt din Livonia (Estonia și Letonia  de astăzi) în secolul al XV-lea. Ulterior, tradiția a intrat și în cultura altor popoare. 
De asemenea, este posibil ca pomul de Crăciun să provină de la nordici, care obișnuiau să-și împodobească casele cu ramuri de brad și de vâsc, obicei păstrat și în tradiția coroniței de brad. Pomul de Crăciun a pătruns mai târziu și în Orient, prin intermediul catolicismului. În Rusia europeană Ajunul Crăciunului era sărbătorit în pădurile de brazi, unde era ales unul ca cel mai frumos dintre toți și împodobit cu lumânări aprinse, bomboane, jucării etc.
Bradul împodobit se întâlnea ca pom de Crăciun doar în orașele din Germania sfârșitului de secol XIX, dar odată cu Primul Război Mondial s-a răspândit pe întreg teritoriul acestei țări.

## Date
Împodobirea bradului în prezent este o tradiție, casele și chiar instituțiile publice având câte un brad împodobit, de cele mai multe ori artificial. Se obișnuiește decorarea acestuia începând cu câteva zile înainte de Crăciun și scoaterea acestuia din casă în anul ce urmează, în jurul datei de 6 ianuarie, când se sărbătorește Boboteaza.

## Pomul în tradiția românească
În tradiția românească de la sate se regăsește acest obicei al împodobirii bradului la nunți și la moartea tinerilor, femei și bărbați. Obiceiul există din vremea dacilor și semnifică o nuntă rituală între persoana decedată și natura reprezentată prin brad. El a rămas în tradiția unor comunități locale din regiunile Banat și Oltenia. Bradul astfel împodobit se numește Pomul vieții, care se regăsește drept motiv natural în arta populară.
Odată cu evoluția etnografică a poporului român, bradul a căpătat din ce în ce mai multe înțelesuri, precum cel de "arbore de judecată", "arbore de pomană", "arbore fertilizator" sau "stâlp de arminden".
Regele Carol împodobea bradul la Palatul Regal de pe Calea Victoriei.

## Obiceiul pomului în prezent
În zilele noastre, împodobirea pomului de Crăciun a devenit una dintre cele mai iubite datini atât în mediul urban cât și în mediul rural, odată cu așteptarea, în seara de Ajun, a unui personaj mitologic, Moș Crăciun. Conform legendei, Moș Crăciun ar fi fost adus în Statele Unite de către coloniștii olandezi ce s-au stabilit în New Amsterdam în secolul XVII. Această idee este însă greșită, deoarece imigranții olandezi, fiind protestanți, detestau cultul sfinților, inclusiv cel al Sfântului Nicolae, considerându-l obicei papistaș. „Santa Claus” a fost introdus într-o satiră din 1809 a lui Washington Irving, numită Knickerbocker History, el inventând legenda conform căreia Santa Claus a fost împrumutat de la imigranții olandezi.

## Pomul de Crăciun în  cântece și opere literare
- Suferințele tănârului Werther, (Goethe, 1774)
- O, brad frumos!, text: August Zarnack, 1820; Ernst Anschütz, 1824
- Kriss Kringle’s Christmas Tree (1845)
- Bradul, Hans Christian Andersen, 1844
- Un pom de Crăciun și o nuntă, Feodor Dostoievski, 1848
- Pomul Crăciunului, HGeorge Coșbuc

## Noua Zeelandă

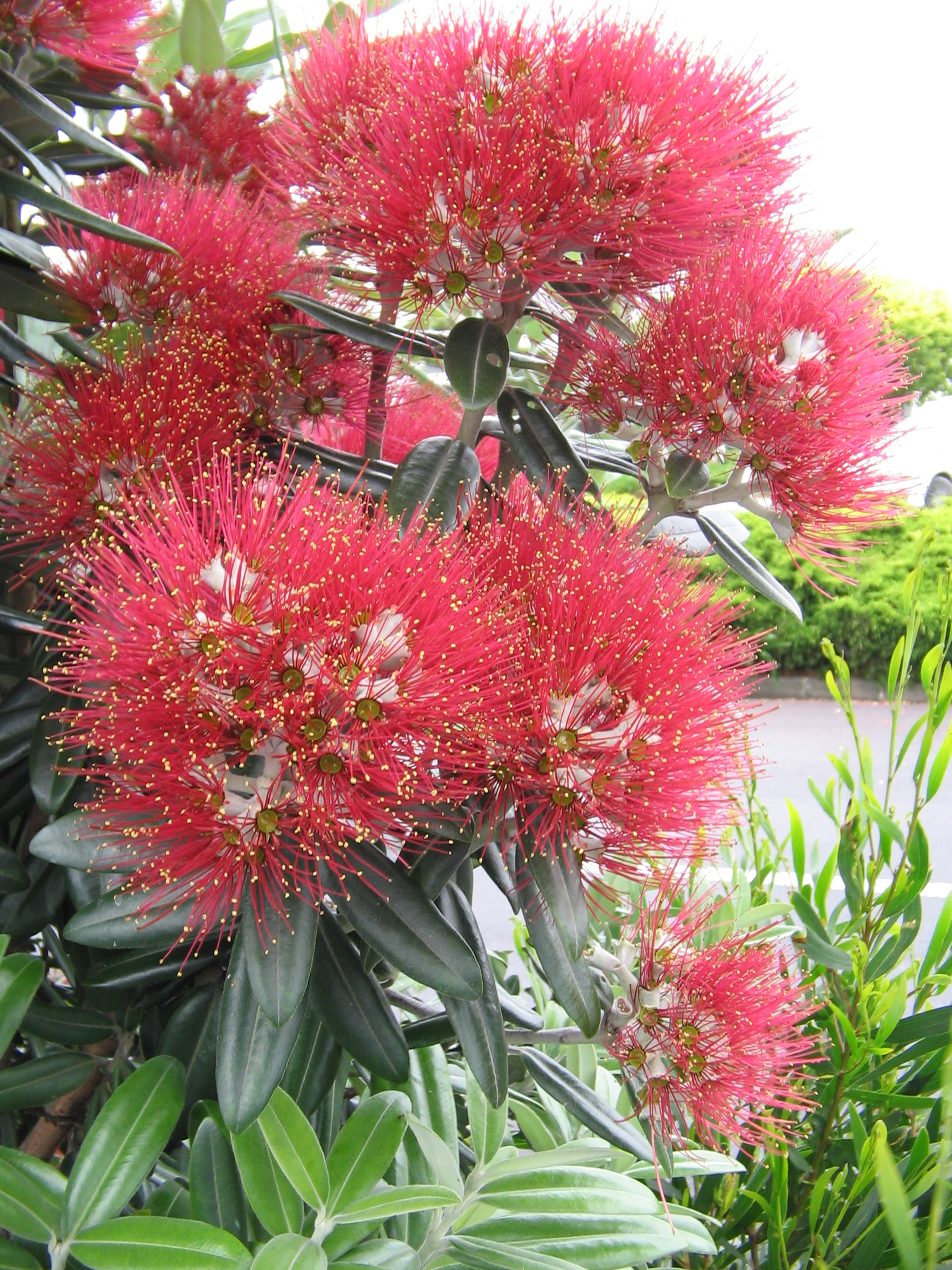
Pōhutukawa (Metrosideros excelsa) este o plantă care înflorește în luna decembrie și este un simbol de Crăciun folosit de multe ori în Noua Zeelandă.

Pōhutukawa (Metrosideros excelsa), care produce flori mari roșii în luna decembrie, este un simbol adesea folosit al Crăciunului în Noua Zeelandă, și, ulterior, pōhutukawa a devenit cunoscut ca pomul de Crăciun din Noua Zeelandă.